# V Sagittae
V Sagittae o V Sge è un sistema stellare binario variabile cataclismico sito nella costellazione della Freccia, destinato a diventare una nova e ad essere per un breve periodo il punto più luminoso della Via Lattea e la stella più luminosa del nostro cielo intorno all'anno 2083.

## Caratteristiche
Il sistema è composto da una stella di sequenza principale di circa 3,3 masse solari e una nana bianca di circa 0,9 masse solari. Il fatto che la nana bianca sia meno massiva della sua compagna è molto insolito per una variabile cataclismica, e V Sge è l'unica variabile cataclismica sorgente di raggi X supermolli non magnetica trovata finora.

## Evoluzione
V Sge si è illuminato di un fattore 10 nell'ultimo secolo e, sulla base delle ricerche riportate nel 2020, si prevede che continuerà a illuminarsi fino a diventare la stella più luminosa del cielo notturno intorno al 2083, più o meno per circa 11 anni. Negli ultimi mesi e giorni la coppia si unirà e diventerà nova, trasformandosi infine una stella gigante rossa, con un nucleo di carbonio e ossigeno inerte circondato da un enorme involucro di idrogeno parzialmente fuso, ma resta la possibilità che il sistema possa estinguersi in una supernova di tipo Ia. 
Le stelle all'epoca 2020 orbitano l'una attorno all'altra ogni 0,514 giorni circa e si eclissano a vicenda ad ogni orbita. La coppia si trova nelle ultime fasi di una spirale, e il periodo sta aumentando a una velocità di −4,73×10−10 giorni/ciclo. 
Il materiale della stella più grande si sta accumulando sulla nana bianca a un ritmo esponenzialmente crescente, generando un enorme vento stellare. Il tempo di raddoppio è di circa 89 anni.